# Малое Овсяниково
Малое Овсяниково — деревня в Весьегонском муниципальном округе Тверской области.

## География
Деревня находится в северо-восточной части Тверской области на расстоянии приблизительно 19 км на запад по прямой от районного центра города Весьегонск.

## История
В 1859 году здесь было учтено 24 двора. До 2019 года входила в состав Ёгонского сельского поселения до упразднения последнего.

## Население
Численность населения: 140 человек (1859),, 6 (русские 100 %) 2002 году, 5 в 2010.